# Даугава (журнал)
«Да́угава» — литературно-художественный журнал, выходивший в Риге  на русском языке с 1977 по 2008 год.

## Издание
До 1990 года выходил ежемесячно, в дальнейшем — один раз в два месяца. Издавался до 1991 года Союзом писателей Латвийской ССР. С 1992 года издатель — SIA «Daugava». Редакция находилась в Риге по адресу ул. Баласта дамбис, 3, в высотном здании Дома печати.
Главными редакторами за время работы журнала были: Р. Трофимов (1977—1978), А. Станкевич (1979—1985), В. Михайлов (1986—1987), В. Дозорцев (1987—1991), Р. Добровенский (1991—1995), Ж. Эзите (1995—2007).
Тираж в середине 1980-х годов достигал 16 тысяч экземпляров, в 2003 году составил 500 экземпляров.
В журнале публиковались латвийские авторы, пишущие на русском языке. Большое место занимали публикации по истории латвийской и российской культуры. Постоянными авторами были: поэты И. Аузиньш, В. Авотиньш, Л. Черевичник, писатели и публицисты Ю. Абызов, В. Андреев, А. Якубан, М. Костенецкая, Е. Сазанович, историк Б. Равдин.